# Жан, Лу
Лу Жан (фр. Lou Jean), наиболее известная, как Лу (род. 27 января 2004 года, Кастр , Франция) — французская певица и актриса.
Наибольшая популярность пришла к девушке после участия в третьем сезоне шоу «Голос. Дети», где Лу заняла второе место. Также известна своей ролью Бетти Морено в сериале «Завтрашний день — наш» и ролью Арманды Бежар во французском спектакле о жизни драматурга Мольера. Исполняет саундтреки к мультсериалу «Ледибаг и Супер-кот».

## Биография

### Детство
Лу родилась 27 января 2004 года в Кастре. В восемь лет мать Жан замечает у девочки тягу к пению и отдает её в вокальную школу. Лу трудится слишком усердно и пренебрегает распевками перед выступлениями, вследствие чего у девочки образуются певческие узелки на голосовых связках. После реабилитации Жан начинает снова заниматься вокалом и выступать. Мама Лу записывает каверы выступления дочери на видео и выкладывает их на YouTube-канал.

### Голос. Дети
Видео Лу на YouTube-канале привлекают внимания продюсеров телеканала «TF1» и её приглашают принять участие в конкурсе «Голос. Дети». Однако Лу говорит родителям, что совершенно не готова к такому резкому повороту в своей жизни. Позже девушка призналась, что смотрела весь второй сезон «Голоса», чтобы узнать лучше про этот проект. И весь год девочка упорно занималась вокалом и выступала на сценах своего родного города. Через год кастинг-директора вновь предпринимают попытку связаться с Жан, и на этот раз она принимает приглашение. На этапе слепого прослушивания к ней поворачиваются все три кресла. Жан выбирает певицу Дженифер в качестве своего наставника. Лу доходит до финала и занимает второе место, уступая золото Мануэле Диаз. В дальнейшем в интервью Лу говорила, что никогда не жалела, что не выиграла этот проект, ведь ей открылись новые возможности.

### Дальнейшая карьера
После шоу «Голос. Дети» Лу подписывает контракт с лейблом «TF1» и «Sony», а затем начинает запись дебютного альбома. Её первый сингл получил название «Toutes les chance du monde». После девушка получает одну из главных ролей в сериале «Завтрашний день — наш». Также, девушка совместно с канадским исполнителем Ленни Кимом записала заглавную песню для мультсериала «ЛедиБаг и Супер-Кот».
В 2019 году Лу выпустила свой второй альбом «Danser sur tes mots».
Лу появилась в эпизодических ролях популярных французских сериалов «Лео Маттеи: По делам несовершеннолетних» и «Жозефина: Ангел-хранитель». Для второго проекта девушка записала саундтрек под названием «Y’a pas moyen». Двадцать четвёртого сентября 2021 года вышел третий сольного альбом «Papillons», это первый альбом, где Лу выступила и в качестве композитора. Весной 2022 года девушка анонсирует второй сольный тур в рамках продвижения альбома, однако позже переносит гастроли из-за нехватки времени. Певица возвращается через год и проводит успешный концертный тур во Франции и Бельгии.
Жан получает роль Арманды Бежар в музыкальной пьесе «Мольер: Городская опера». Выступления труппы начались в ноября 2023 года и будут продолжаться до середины 2025 года. Пьеса была «тепло» встречена, как и во Франции, так и в других странах Европы. 30 июня вышел альбом саундтреков к мультфильму «Ледибаг и Супер-Кот: Пробужение», где Лу исполнила песни на французском и английском языках.
В феврале 2024 года вместе со своей подругой певицей Новой выпустили совместный сингл «À BOUT DE SOUFFLE», а в сентябре этого же года сольный сингл «La fin de l'été». На данный момент Лу продвигается, как независимый артист, без поддержки музыкальных и пиар компаний. Осенью состоялась премьера совместного сингла с Морган и Шайной Пронзолой — «DIABOLIQUES». В июне 2025 представила публике сингл «Touche moi».

### Личная жизнь
Лу родилась в Кастре, позже переехала в Нарбонну, из-за работы её родителей. Однако через некоторое время девушка вновь вернулась с семьёй на родину. Лу младший ребёнок в семьей у неё есть старшая сестра Манон. После окончания школы, Лу поступила в один из университетов Тулузы, однако из-за участия в спектакле «Мольер: Городская опера», девушке стало не хватать времени на учёбу. Жан бросила университет, и окончательно обосновалась в Париже, продолжая карьеру в шоу-бизнесе.
Больше года Лу состояла в отношениях со своим одноклассником. В 2021 году на интервью для «Gu'live» Лу призналась, что была влюблена в своего коллегу и друга Ленни Кима, это был единственный раз, когда певица в открытую говорила про свою личную жизнь.

## Дискография

### Альбомы
| Альбомы                                                            |
| ------------------------------------------------------------------ |
| «Lou» Дата выхода: 6 октября 2017 Лейбл: TF1 / Sony                |
| «Danser sur tes mots» Дата выхода: 29 марта 2019 Лейбл: TF1 / Sony |
| «Papillons» Дата выхода: 24 сентября 2021 Лейбл: TF1 / Sony        |

### Синглы
| Год  | Название                                                                        | Альбом                                                                  |
| ---- | ------------------------------------------------------------------------------- | ----------------------------------------------------------------------- |
| 2017 | Maya Maya                                                                       | «Lou», саундтрек к мультфильму «Пчёлка Майя и Кубок Мёда»               |
| 2017 | Toutes les chance du monde                                                      | «Lou»                                                                   |
| 2017 | Demain                                                                          | «Lou», саундтрек к сериалу «Завтра принадлежит нам»                     |
| 2017 | À mon âge                                                                       | «Lou»                                                                   |
| 2017 | Miraculous (записанный при участии Ленни-Кима)                                  | «Lou», саундтрек к мультсериалу «Леди Баг и Супер-Кот»                  |
| 2018 | Une fille du soleil (Mi Eldorado) (записанный при участии с Адриано)            | «Lou»                                                                   |
| 2019 | Qui pourrait ?                                                                  | «Danser sur tes mots»                                                   |
| 2019 | Dans le bleu du ciel                                                            | «Danser sur tes mots»                                                   |
| 2019 | Ce mur qué nous sépare (записанный при участии Ленни-Кима)                      | «Danser sur tes mots», саундтрек к мультсериалу «Леди Баг и Супер-Кот») |
| 2020 | Donne-moi                                                                       | «Danser sur tes mots»                                                   |
| 2021 | Ne me suis pas                                                                  | «Papillons»                                                             |
| 2021 | Y'a pas moyen                                                                   | «Papillons», саундтрек к сериалу «Жозефина: Ангел-хранитель»            |
| 2021 | Alors alors                                                                     | «Papillons»                                                             |
| 2021 | Vital                                                                           | «Papillons»                                                             |
| 2021 | C'est Noel                                                                      | N/A                                                                     |
| 2023 | Plus forts ensembles (записанный при участии Эллиотта)                          | Саундтрек к мультфильму «Леди Баг и Супер-Кот: Пробуждение»             |
| 2023 | Courage in Me                                                                   | Саундтрек к мультфильму «Леди Баг и Супер-Кот: Пробуждение»             |
| 2023 | Rêver j’en ai habitude (записанный при участии труппы «Мольер: Городская опера» | Саундтрек к спектаклю «Мольер: Городская опера»                         |
| 2024 | À BOUT DE SOUFFLE (записанный при участии Новы)                                 | Сингл                                                                   |
| 2024 | On se moque (записанные при участии Петитома)                                   | Саундтрек к спектаклю «Мольер: Городская опера»                         |
| 2024 | La fin de l'été                                                                 | Сингл                                                                   |
| 2024 | DIABOLIQUES (записанный при участии Морган и Шайны Пронзолы)                    | Сингл                                                                   |
| 2025 | Touche moi                                                                      | Сингл                                                                   |

## Фильмография
| Год       | Название                                | Роль                       | Примечание             |
| --------- | --------------------------------------- | -------------------------- | ---------------------- |
| 2016-2022 | Завтрашний день — наш                   | Бетти Морено               | Главная роль           |
| 2018      | Пчёлка Майя и Кубок мёда                | Вайлет                     | Озвучка                |
| 2021      | Лео Маттеи: По делам несовершеннолетних | Капуцин                    | Эпизоды 5 и 6, сезон 8 |
| 2021      | Жозефина: Ангел-хранитель               | Лола                       | Эпизод 5, сезон 21     |
| 2023      | Мумиёшки                                | Принцесса Нефер            | Озвучка                |
| 2023      | Леди Баг и Кот Нуар: Пробуждение        | Маринетт Дюпен-Чен/Ледибаг | Вокальное озвучивание  |

## Театр
| Год       | Название                | Роль          |
| --------- | ----------------------- | ------------- |
| 2023-2025 | Мольер: Городская опера | Арманда Бежар |